# (30775) Lattu
(30775) Lattu (1987 QX) – planetoida z grupy przecinających orbitę Marsa okrążająca Słońce w ciągu 4,63 lat w średniej odległości 2,78 j.a. Odkryta 24 sierpnia 1987 roku.